# Dudelange (kommun)
Kommunen Dudelange (franska: Commune de Dudelange, luxemburgiska: Gemeng Diddeleng, tyska: Gemeinde Düdelingen) är en kommun med stadsstatus i kantonen Esch-sur-Alzette i södra Luxemburg. Kommunen har 21 583 invånare (2022), på en yta av 21,38 km². Den utgörs av huvudorten Dudelange med omgivande landsbygd.

## Vänorter
Dudelange har följande vänorter:

- Arganil, Portugal
- Berane, Montenegro
- Feltre, Italien
- Lauenburg/Elbe, Tyskland
- Lębork, Polen
- Manom, Frankrike